# Retablo de la Vida de la Virgen y San Francisco
El retablo de la vida de la Virgen y de San Francisco es un retablo de doble advocación, compuesto por tres calles: la de la izquierda dedicada a San Francisco mientras que la central y la de la derecha están dedicadas a la vida de Cristo y de la Virgen.

## Contexto histórico
La estadía de Nicolás Francés en León se extendió, a saber, entre 1434 y su muerte en 1468, en un periodo de importantes crisis y tensiones en los planos político y eclesiástico. Éste queda inscrito entre los reinados de dos de los Trastámara: Juan II (1406 – 1454) y Enrique IV (1454 – 1474).
El reinado efectivo de Juan II había comenzado en 1419 después de un complicado periodo de minoría de edad y lucha por el trono. A la altura de 1434, fecha en la que consta la primera referencia de Nicolás Francés en sus territorios, había llegado la paz al reino después del enfrentamiento con Aragón. De la mano del monarca florecieron en el reino numerosos poetas y artistas que él mismo patrocinaba en calidad de mecenas. Sin embargo, poco tiempo después se iniciaría de nuevo una nueva guerra (guerra civil castellana de 1437-1445) de carácter nobiliario entre distintas facciones de las más altas élites. El conflicto terminaría en 1445 con una victoria pírrica: aunque el rey resultó laureado, no hubo verdaderos cambios en las estructuras de un poder que recaía cada vez más en las influencias de la nobleza que lo rodeaba. Ese mismo año contraería segundas nupcias con la madre de Isabel la Católica, Isabel de Portugal, quien tendría una gran influencia en el progresivo alejamiento entre el monarca y Álvaro de Luna. Éste acabaría ejecutado un año antes del fallecimiento del monarca. Fue sucedido por Enrique IV.
A nivel historiográfico el reinado de Enrique IV puede dividirse de manera bipartita. La primera de las etapas, que se entiende hasta 1464, queda protagonizada por las luchas internas y la importancia y paulatina caída del valido del rey, Juan Pacheco, tras lo que la coyuntura política alcanzaría el cénit de la tensión. En 1464 comenzaría una guerra civil que enfrentaría al nuevo valido, Beltrán de la Cueva (a quien se acusó de ser el verdadero padre de la princesa Juana, apodada por ello la Beltraneja), con los nobles que apoyaban al hermanastro del rey, Alfonso, buscando entronizarlo en detrimento de Enrique. En 1468, coincidiendo con la muerte de Nicolás Francés, se firmaría el Famoso Pacto de los Toros de Guisando, en el que Enrique reconocía a la futura Isabel I como heredera. No obstante, la paz no duraría mucho: cuando al año siguiente Isabel contrae matrimonio con Fernando de Aragón, el rey Enrique revocó los acuerdos.
Más allá de acontecimientos específicos, la realeza del siglo XV queda caracterizada por el reforzamiento de la centralización monárquica. Para ello el Consejo Real se dotó de un papel fundamental y disfrutó de amplísimas competencias, en detrimento de las Cortes, cuya actividad mermó considerablemente. La centralización se manifestó en el desarrollo de la Hacienda y los impuestos. Todo ello al son de una nobleza que había adquirido enorme primacía, y cuyos conflictos internos eran ahora verdaderas guerras civiles que se extendían a todo el reino.
Mientras tanto, se vivían los últimos años de la que conocemos como Crisis de la Iglesia Hispana. La Iglesia experimentó grandes convulsiones que tuvieron directa incisión en los reinos hispánicos. Los monarcas tendieron durante la Baja Edad Media a arrogarse derechos de intervención en asuntos eclesiásticos, no sin debates ni reticencias. A esta tendencia la conocemos como regalismo.
A nivel internacional los siglos XIV y XV habían sido conflictivos, dando paso en torno a la segunda mitad del siglo XV – periodo que nos concierne – a una relativa tranquilidad, con un aumento del prestigio papal y la proliferación de relaciones exteriores en clave cristiana. Sin embargo, una crisis tan grave y extendida en el tiempo no podía no acarrear consecuencias, y la Iglesia hispana que conoció Nicolás Francés era muy distinta de la del siglo pasado, cuando habían empezado las contrariedades. Si bien había recuperado su unidad y prestigio, también había sido profundamente reformada. Las voluntades reformistas habían surgido con la misma fuerza que las crisis, mientras las predicaciones de masas iban haciéndose más numerosas que nunca.
En concreto, el retablo es un reflejo de la reforma observante franciscana. Gestada entre la segunda mitad del siglo XIV y la primera del XV, asumió la primacía ideológica desde 1450. Los franciscanos observantes eran los seguidores de la “Regular Observancia”, surgida en la Italia del siglo anterior y después exportada a los territorios hispánicos; caracterizada por una intencionalidad reformista que tenía por objetivo una vida conventual más rigurosa y austera. Dicha tendencia franciscana queda reflejada en el retablo, que asume una funcionalidad bipartita: la ideológica, afín a los observantes, y la didáctica, dirigida a conversos o nuevos integrantes de la comunidad. La infusión ideológica de la obra queda reflejada por ejemplo en la figura de San José, cuya ropa se representa remendada: austeridad. No obstante, el contenido iconográfico-ideológico de la composición no debe llevarnos a pensar en su autor como defensor de las tendencias que representaba.

## Estilo
Esta obra de Nicolás Francés pertenece al estilo gótico. Este movimiento surgió en la Edad Media, comparte con el románico el puesto del estilo más representativo de esta época y de la historia del arte. Surge una mejora en las técnicas constructivas, artísticas y también literarias, el apoyo fundamental de las otras dos. Aunque su mayor característica sean las grandes catedrales francesas, este movimiento se extendió por toda Europa creando sus propias formas y características.
El retablo, originalmente, muestra una serie de factores indicados para moralizar y enseñar a los nuevos adeptos a la religión, según Alejandro Valderás Alonso. Por lo tanto, como pasa con las obras de este tiempo, están indicadas para la educación de los analfabetos, que eran la mayoría de la población. También hay destrucción en algunas imágenes, ya que se eliminaron ciertas representaciones religiosas en ese siglo.
Se organiza en bandas de tres, con una superior coronando el retablo con la imagen de la crucifixión en ella. Tiene una gran composición central mucho más grande que las demás con la virgen y el niño y remata con una banda inferior más delgada.
Las representaciones cuentan con una influencia de las composiciones italianas y se evidencia, sobre todo en la elección de los colores: dorados, rojos, azules, verdes y marrones en su mayoría. Cuenta con una gran policromía que irá en aumento hasta llegar a las composiciones renacentistas.
En las figuras humanas se puede examinar el aumento del naturalismo, en la composición se buscan movimientos más naturales al igual que en las expresiones faciales se aprecia una búsqueda más cercana a la realidad.

## Descripción de la obra

#### Retablo de la Vida de la Virgen y San Francisco
El retablo de la vida de la Virgen y de San Francisco es un retablo de doble advocación, compuesto por tres calles: la de la izquierda dedicada a San Francisco mientras que la central y la de la derecha están dedicadas a la vida de Cristo y de la Virgen. Cada calle tiene tres registros superpuestos, aunque la central supera la altura y ocupa los dos registros inferiores. A ambos lados de la tabla central con ángeles músicos se representa el doble Credo.
Se sabe que en algún momento después de su realización fue trasladada a la capilla de una granja próxima a La Bañeza. Esta granja es la conocida como «Dehesa de Hinojo», una finca que fue propiedad del marqués de Esteva de las Delicias, situada a unos 5 km de La Bañeza. En la actualidad la pieza se conserva en el Museo del Prado.

#### Calle central: Vida de Cristo y la Virgen

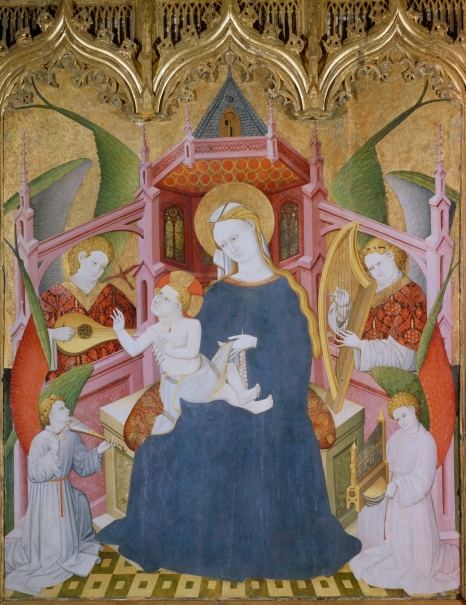
tabla registro inferior de la calle central: “La Virgen en Majestad”

##### Registro inferior de la calle central
En el registro inferior de la calle central encontramos, “La Virgen en Majestad”, una iconografía muy extendida desde el S.XIV italiano.
Pieza de mayor tamaño, ocupa el espacio de dos registros, lo que obliga a que el registro superior sobresalga de la composición. En esta tabla aparece representada la Virgen identificada con «Nuestra Señora de los Ángeles o Porciúncula», como reina, entronizada y con el Niño Jesús en brazos. Esta iconografía suele aparecer coronada, sin embargo, aquí vemos que la Virgen no porta una corona, por lo tanto no representa el momento de la coronación.
En segundo término vemos a cuatro ángeles músicos, uno de ellos con el cordón franciscano, el trono y el niño con nimbo crucífero adelanta el final de Cristo, que será crucificado. Además, es reseñable el diálogo visual entre la Virgen, que mira hacia las tablas de San Francisco.

##### Registro intermedio de la calle central

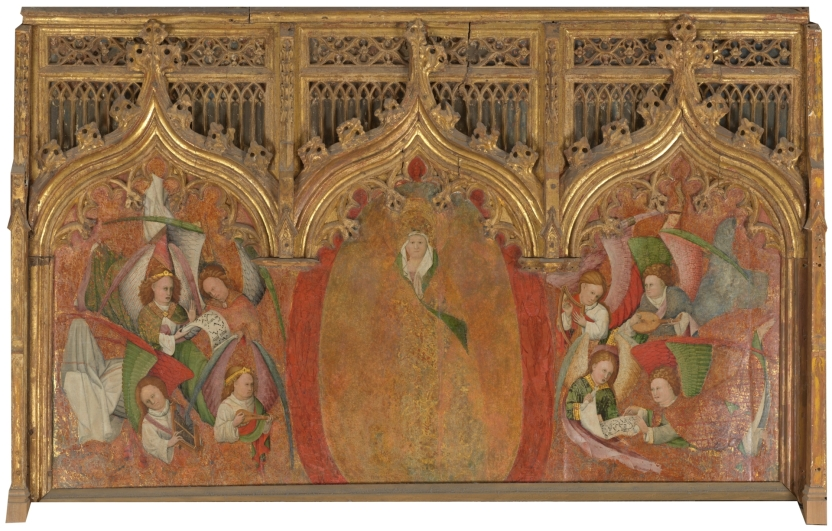
tabla registro intermedio de la calle central: “ Asunción de la Virgen”

En el registro intermedio de la calle central vemos la “Asunción de la Virgen”, en mal estado de conservación y con bastantes irregularidades, debidas a que:
el altar se conservó en Hinojo (Valdesandinas) varios siglos, y se desmontó para su venta hacia 1929, tendría explicación la pérdida de la decoración de madera dorada que falta sobre las tablas altas; la ausencia de la última figura de la izquierda en la predela, o las portezuelas del sagrario. Incluso el posible error de colocación de la tabla de San Francisco ante el sultán que propuso Sánchez Cantón, que se salta la cronología de la vida del santo. Pero no explica la pérdida de pigmentos de esta tabla centrada.
En lo referente a esta tabla, han desaparecido las nubes grises sobre las que vuelan los ángeles; uno de los ángeles del lado izquierdo, de alas verdes y rojas, tiene los pies cubiertos con un paño con detalles dorados.
Se cree que esta singularidad podría corresponderse o bien con un arrepentimiento del autor o con unas telas rituales hebreas, simbolizando la Sinagoga, en oposición a la imagen de la Iglesia.
Lo cierto es que por el mal estado en que se encuentra se podría pensar que esta pérdida de la capa pictórica sería resultado de un atentado o una censura motivada por el debate ideológico que planteaba la representación de la Asunción en el s. XV. Además encontramos varios elementos del retablo dirigidos a catequizar conversos.
En el centro de la composición vemos como la Asunción se encuentra en el centro de una mandorla roja, coronada y orando. Esta representación deriva de las imágenes del Génesis y del Apocalipsis: una mujer victoriosa sobre la serpiente, vestida de sol, coronada de estrellas. En el extremo derecho de la composición se localizan cuatro ángeles divididos en grupos de dos: el primer grupo se corresponde con ángeles músicos mientras que el segundo presenta a los ángeles cantando y llevando una filacteria con una partitura musical.
En el extremo izquierdo repiten el mismo motivo con la diferencia de que los ángeles el segundo grupo miran hacia lados contrarios: uno hacia la Asunción y otro fuera del retablo mirando hacia la tabla del registro inferior, este último es el que lleva los pies cubiertos con un paño.

##### Registro superior de la calle central

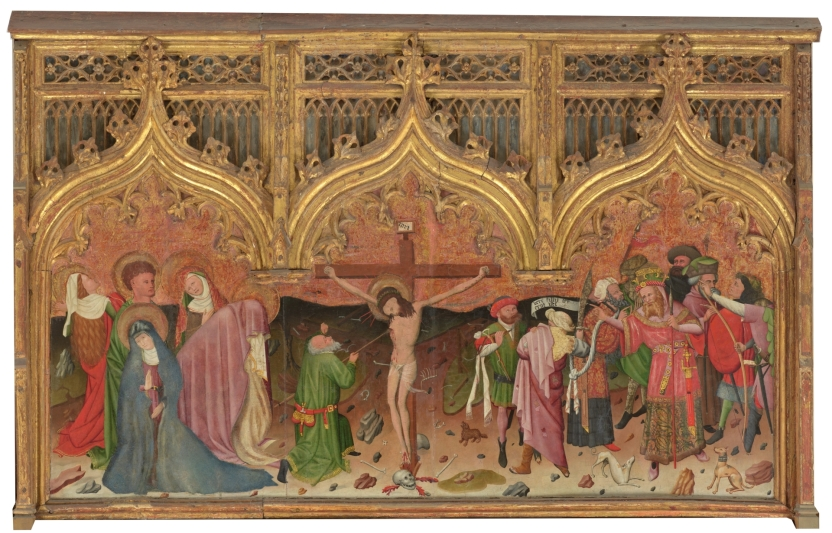
tabla registro superior de la calle central: “ Cristo crucificado”

En el registro superior de la calle central vemos a “Cristo crucificado” en el momento de recibir la lanzada de Longinos. Esta escena es reconocible no solo por los atributos sino porque en la cruz encontramos el titulus.
A los pies de Cristo hay una calavera, en alusión al nombre del Monte Gólgota donde según la tradición estaba enterrada la calavera de Adán y lugar donde tuvo lugar el Calvario. A la izquierda vemos la figura de San Juan acompañado por cuatro mujeres identificadas como María, Salomé, Cleofé y la Magdalena. Todas ellas nimbadas y con sus respectivos atributos. La mujer de la derecha, aparece con la cara cubierta por una tela recordando al ángel anteriormente mencionado. La Virgen aparece ataviada con un manto azul sobre traje rosado y expresando dolor ante la escena que se desarrolla.
A la derecha de la composición aparecen nueve hombres hablando entre ellos, destacando el situado en el centro. Este personaje, que aparece coronado, señalando la cruz, lleva una espada y una vara. Los estudios determinan que no representaría a Poncio Pilatos, sino que sería la representación del judaísmo. Esta idea se sustenta observando los ropajes del personaje central y los dos hombres que forman parte del grupo, vestidos de ropajes típicos judíos: con el manto largo, la casulla, el turbante y las barbas.
Los seis personajes restantes representan militares portando distintas armas. Los situados a la izquierda mostrarían el prendimiento: uno va vestido con un manto hasta el suelo y turbante blanco, lleva cintas blancas simulando las sogas con las que apresaron a Cristo. En cuanto al personaje con turbante y de espaldas que lleva manto que le cubre, entendemos que es un soldado y no San Pedro. Junto a él, encontramos otro soldado que en alusión al expolio porta unas telas. Que sea un judío y no un soldado romano quien tira de la soga, o que el personaje principal vaya vestido de judío, casan con la ideología antisemita de la época, que hacía judíos a todos los responsables del «deicidio» como recoge Rodríguez Barral.

Esta idea, se reafirma con la escarapela amarilla que llevan y que se asociaba a los judíos en pinturas góticas.
En este retablo varios hombres usan telas amarillas: uno de los pastores en el Nacimiento; dos soldados que prenden a San Francisco en Egipto, portando barba y turbante, que eran asimismo señales de los judíos; en la misma tabla, el noble que reprende al franciscano va de amarillo, como el turbante que luce el Sultán. Tal vez el pintor pretendía equiparar musulmanes y judíos. Estaríamos ante un relato visual antisemita y antiislámico.

#### Calle derecha: Vida de Cristo y la Virgen

##### Registro inferior de la calle derecha

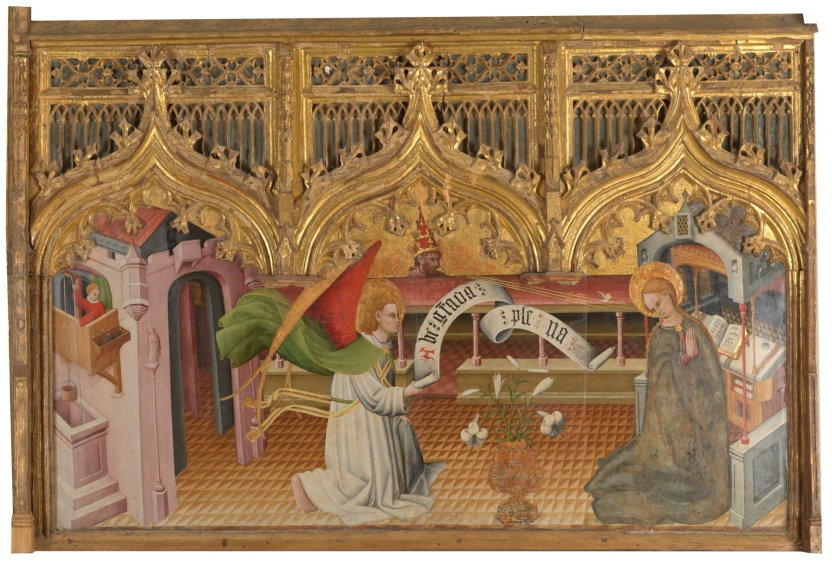
tabla registro inferior de la calle derecha: “ La Anunciación”

En el registro inferior de la calle derecha se representa “La Anunciación”, donde la composición de la escena nos hace pensar que el autor, ya sea el comitente, o el artista que la lleva a cabo, era un intelectual versado en los textos sagrados, es decir un exégeta.
La Virgen se encuentra leyendo junto a un templete de piedra, entre dos columnas rojas que sostienen un arco. En el frente de este edificio vemos una ventana con vidrieras y dos grisallas que representan floreros, en alusión a la pureza de la Virgen. Dentro del mismo se ubica un mueble que podría ser un mobiliario real de copista.
La Virgen realiza una genuflexión orando mientras escucha las palabras del ángel Gabriel, representadas en la filacteria donde vemos la salutación. El arcángel aparece vestido de blanco y verde, con las alas despegadas. Su actitud se interpreta como una costumbre feudal de amor cortés. En el centro de la escena vemos un jarrón con siete lirios (Isaías11, 1-2).
Encontramos al Espíritu Santo en forma de paloma impulsado por los rayos de luz que le transportan hasta la oreja de la Virgen. En el extremo izquierdo se aprecia una edificación donde se ve a la figura de la Virgen sacando agua de un pozo en alusión al Protoevangelio de Santiago.

Toda la escena se desarrolla en un interior que recuerda a un monasterio:
La escena de la Anunciación sucede en un espacio acotado, como un claustro monástico: sobre un murete abierto en el centro las columnas sostienen un entablamento y sobre él un tejadillo de tejas. Se trata de un «hortus conclusus», espacio acotado exterior símbolo de la pureza virginal, argumento inspirado en un texto del Cantar de los cantares

##### Registro intermedio de la calle derecha

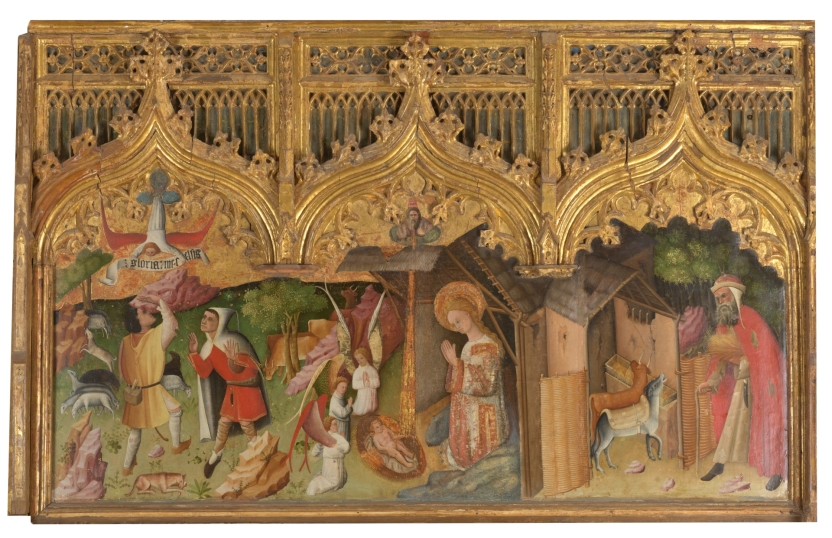
tabla registro intermedio de la calle derecha: “ La Natividad” y “El anuncio a los pastores”

En el registro intermedio de la calle derecha vemos una sucesión de escenas, que representan “La Natividad”.
En la central encontramos a Dios niño -desnudo- siendo adorado por su Madre y tres ángeles. La luz que entra al interior del pesebre simboliza al Espíritu Santo. Toda la escena sigue las revelaciones de Santa Brígida.
San José vestido con un manto, gorro rojo y barba aparece en la escena derecha, que se desarrolla en el interior del pesebre, alimentando a la mula y al buey. Su ubicación es curiosa, pues los encontramos alejados del niño al que tradicionalmente rodean para dar calor.
A la izquierda vemos “El anuncio a los pastores” que muestra a diversos animales pastando. Las caras de los pastores muestran distintos grados de sorpresa y asombro al ver un ángel en el cielo. Uno de ellos se lleva la mano a la cara. Además como es característico en el autor, se introduce un elemento de humor en una de las figuras animales de segundo término como observamos en el perro que roe un hueso.

##### Registro superior de la calle derecha

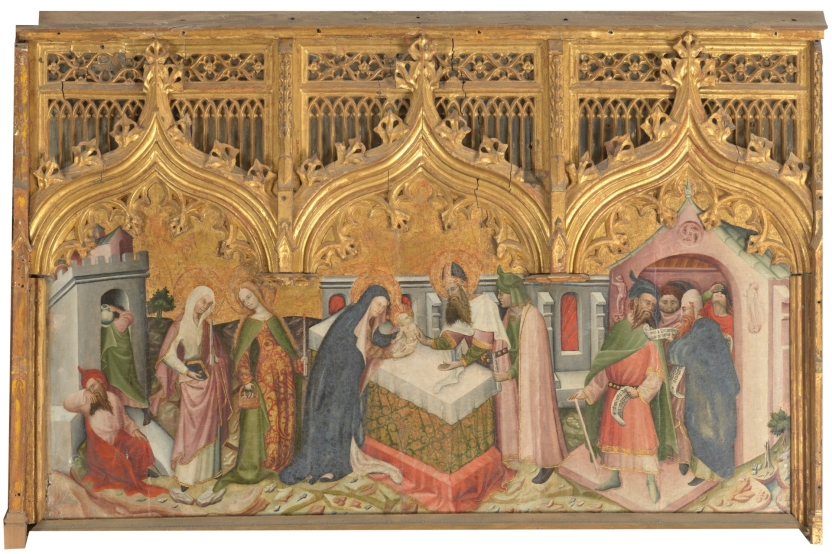
tabla registro superior de la calle derecha: “La Presentación en el Templo” y “La Circuncisión”

En el registro superior de la calle derecha nos encontramos otra escena múltiple, en este caso se trata de “La Presentación en el Templo”, donde además se desarrolla la circuncisión. No es extraño estos dos momentos aparezcan representados como uno solo.
En la mitad izquierda de la composición encontramos varios grupos de personajes claramente identificados, el primer grupo muestra a Santa Ana y Santa Isabel, nimbadas portando un libro, un cirio y los pichones de la ofrenda.
El segundo grupo ubicado en el extremo izquierdo representa el sueño de San José, dormido junto a una construcción. Lo reconocemos por la mujer de espaldas que porta el cántaro de agua y que forma parte de ese sueño y las ropas: manto y gorro rojo, barbado usando unas babuchas.
El grupo principal plasmado en el centro de la composición desarrolla el momento de la circuncisión compuesto por la Virgen y el anciano Simeón presenta pequeñas discrepancias con las fuentes, pues Simeón aparece nimbado y portando la mitra, atributos que no le pertenecen. El niño aparece desnudo sobre el altar, al igual que en la tabla de la Majestad viste un amuleto de coral y el paño ceremonial. Junto a él encontramos los útiles necesarios para la circuncisión.
La mitad derecha de la composición muestra cuatro judíos saliendo del Templo, cuya entrada aparece flaqueada por dos esculturas desnudas realizadas en grisalla identificadas con Adán y Eva. Los personajes que componen este grupo podrían representar al Sumo Sacerdote o al rey Herodes, rodeados por una filacteria.

#### Calle izquierda: Vida de San Francisco

##### Registro inferior de la calle izquierda

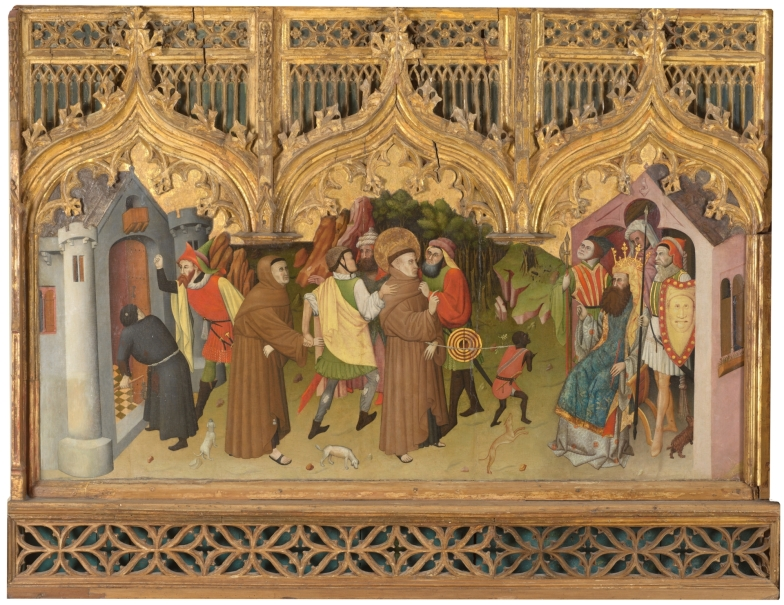
tabla registro inferior de la calle izquierda: “San Francisco ante el sultán de Babilonia”, “Sultán con su guardia” y “caballero riñendo a un monje”

En el registro inferior de la calle izquierda encontramos tres escenas sacadas de los capítulos XXIV, XXVI y XIV de “Las florecillas”. La escena central y la situada a la derecha muestra a “San Francisco ante el sultán de Babilonia” y es descrita por Sánchez Cantón:
San Francisco viajó a Egipto con doce compañeros, deseoso del martirio; allí «hombres crueles» les maltrataron y llevaron ante el Sultán de Babilonia (El Cairo), que tras escucharles accedió a que evangelizasen en su reino, y pidió al santo que volviese a verle, ya que se inclinaba hacia la conversión «aunque no incontinenti por temor a que sus súbditos le asesinasen».
Esta escena, no es la más empleada en escenas franciscanas, pues solo aparece en repertorios con muchas escenas. Además destaca por su originalidad y la presencia de un hombre de menor tamaño que tira de la soga del santo y puede asociarse con un demonio, al que ladran los perros situados a los pies del San Francisco. En cuanto al sultán, este aparece entronizado portando la corona, rodeado por su guardia armada, todos ellos en una arquitectura.
En el lado izquierdo vemos el momento en que un caballero riñe a un monje, que viste el hábito franciscano y parece ser el guardián del convento al que ingresa.

##### Registro intermedio de la calle izquierda

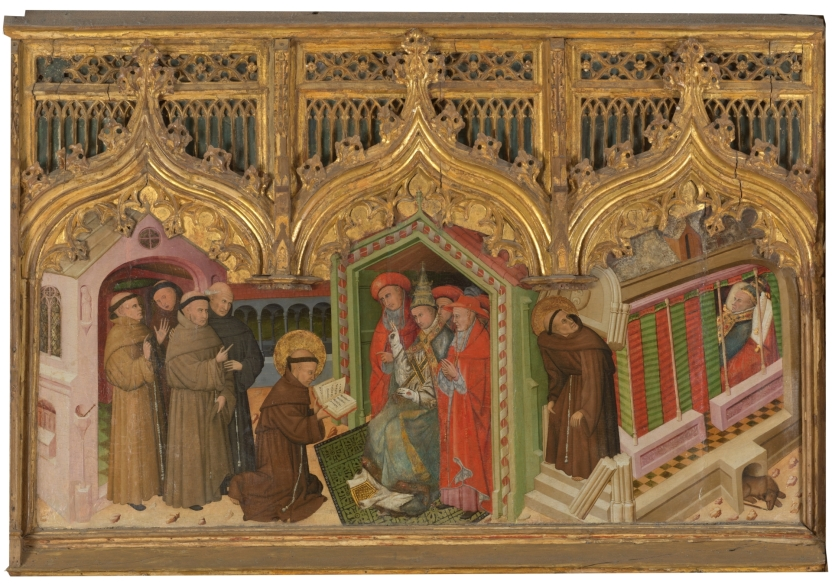
tabla registro intermedio de la calle izquierda: “El dialogo de los franciscanos de distintas órdenes”, “La aprobación de la orden de los frailes menores” y “El sueño del Papa Inocencio III”

En el registro intermedio de la calle izquierda la composición se plantea como una sucesión de escenas, identificadas como “el dialogo de los franciscanos de distintas órdenes”, “La aprobación de la orden de los frailes menores” y “El sueño del Papa Inocencio III”
La primera escena, situada en el lateral izquierdo muestra las tres órdenes de franciscanos discutiendo a la entrada de un convento sobre el valor de la regla que se está aprobando a continuación. Las tres orden se manifiestan en las vestimentas de los monjes: calzados, sin calzar y con hábitos de distintos colores.
La aprobación de la regla, se encuentra en el centro de la composición un edificio de arco gótico a modo de Sala de Audiencias donde el Papa Honorio III, rodeado de su curia, mientras usa los atributos propios de su rango eclesiástico como la mitra, bendice.
En la última escena se nos presenta al Papa Inocencio III, durmiendo en una cama con cortinillas. Lo identificamos gracias que aparece usando lo atributos papales. Este episodio del sueño, también representado donde vemos: la catedral de Roma (San Juan de Letrán) se derrumba y San Francisco con sus hombros la sostiene. se ha interpretado como la necesidad de renovación de la Iglesia a través de la orden franciscana.

##### Registro superior inferior de la calle izquierda

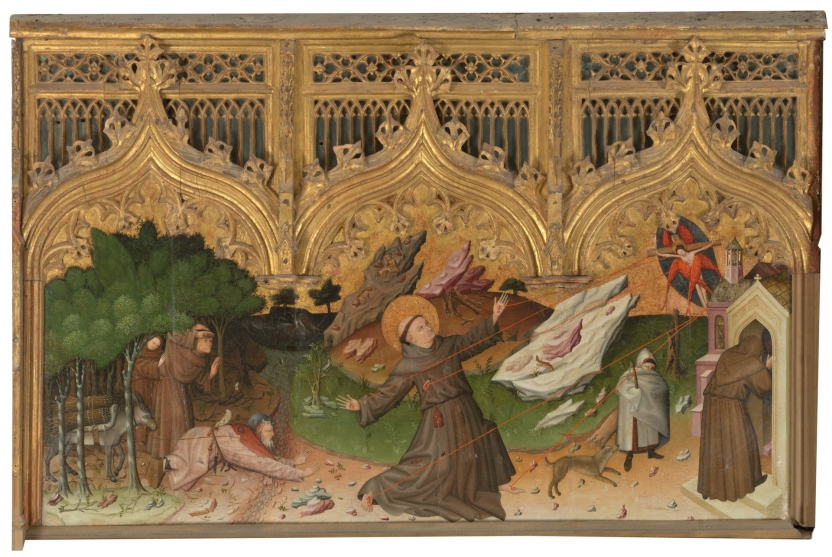
tabla registro superior de la calle izquierda: “Milagro de la fuente”, “Imposición de las llagas a San Francisco” y “Capilla de Porciúncula”

En el registro superior inferior de la calle izquierda se reproducen tres escenas: “Milagro de la fuente”, “Imposición de las llagas a San Francisco” y “Capilla de Porciúncula”.
La escena central, de mayor relevancia ilustra el momento en que San Francisco recibe los estigmas, aquí vemos como un serafín con alas de fuego, ubicado en la parte superior derecha de la composición abre las llagas en su cuerpo. Ambas figuras se conectan gracias a cinco rayos de luz, que emana el serafín, y tocan el cuerpo de San Francisco creando así sus estigmas.
San Francisco lleva el hábito franciscano, sujeto con su consiguiente cordón y aparece descalzo. Como guiño a la pobreza que los franciscanos predicaban. Toda la escena se desarrolla en un espacio irreal, en el que encontramos un monte La Verna, o Alvernia sobre el que descansan cuerpos desnudos de color cobrizo asociados con la representación de los ídolos y por tanto, demonios.

En el lado izquierdo se plasma el episodio del milagro de la fuente, donde vemos:
Fray Masseo, Fray Agnolo de Rieti y, en tierra, Fray Leone contemplan el milagro de la aparición de una fuente en la que bebe, cuerpo a tierra, el mulero que les llevaba provisiones (la mula a la izquierda, cargada como la de la escena de San José en el portal de Belén).
Finalmente en el extremo derecho nos volvemos a encontrar con otro episodio de la vida del Santo: en este caso el momento en que un leproso es recibido en un convento franciscano. Se identifica por llevar una capa que cubre su cara, mientras lleva una vara o campanilla. Además encontramos un perro ladrando, que como hemos visto anteriormente es un signo antijudío. Recordemos que es en esta época en la que se les considera portadores de la peste

#### Predela del retablo
Por último, es necesario hablar de la Predela del retablo, que como indica Sánchez Cantón está compuesta por 17:

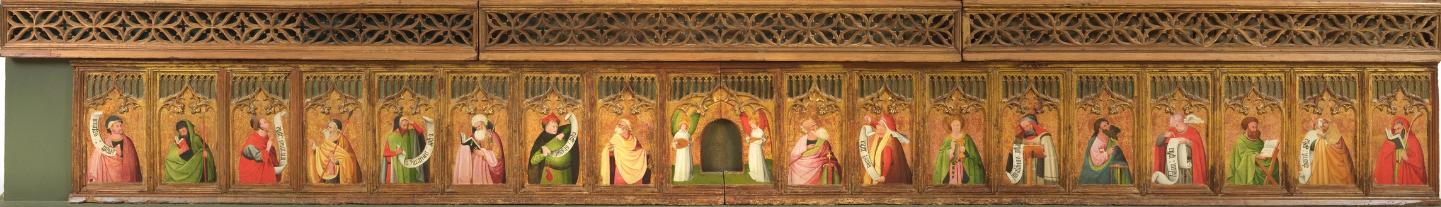
Predela del Retablo

medias figuras alternando profetas identificados por sus filacterias, y apóstoles con sus habituales atributos: Jeremías; San Felipe con la cruz; Jonás; Santo Tomás apóstol con la lanza; Zacarías con gafas; Santiago el mayor con bordón, escarcela y venera; Isaías profeta; San Pedro con las llaves. Dos pequeñas figuras enteras de ángeles músicos guardan el hueco del sagrario. Siguen San Pablo con el montante; Daniel profeta; San Juan Evangelista con el cáliz, del que asoman tres serpientes; Malaquías profeta; San Simón con la sierra; Balám profeta; San Andrés con la cruz en aspa; Abacuc profeta; Santiago el menor con el bastón.
A modo de conclusión es interesante mencionar, que las fuentes de las que parte esta iconográfica nos remiten al gótico francés, flamenco e italiano desde el siglo XIII hasta inicios del XV.

## Autor
“Pocos artistas pertenecientes al ámbito leones de finales de la Edad Media aparecen tan pródigamente citados en la documentación como Maestre Nicolas Frances”
La primera referencia la encontramos en un documento notarial realizado para dar fe del Paso Honroso del caballero leonés Suero de Quiñones en el puente sobre el río Órbigo en 1434.
Nicolas Francés, fue un artista leonés que desarrolló casi la totalidad de su producción artística en la capital leonesa durante el siglo XV: “antes de 1434 hasta 1468”, En lo que respecta a su personalidad se sabe que se trataba de un artista muy estimado por el cabildo de la catedral, quien le encargaría numerosas obras dentro de esta empresa.
Destaca como autor de tallas, miniaturas, cartones para vidrieras, pintura sobre tabla y mural. De este modo, se sabe que fue el artífice del Retablo del Altar Mayor, dibujó los motivos de algunas de las vidrieras, así como los murales de algunas de las capillas, los claustro y la pintura del Juicio Final.
Gómez Moreno además, establece una semejanza entre la pintura de las Puertas del Retablo de la Capital del Contador de Saldaña en Valladolid y el friso pintado por debajo del Arrocabe de la Capilla Mayor; con unas obras ubicadas en la Catedral y en San Isidro en León. También se le adjudica el Retablo de Tordesillas, que combina escultura y pintura. La obra que analizamos guarda fuertes paralelismos con estos retablos de Valladolid y Tordesillas.

De acusada tendencia italiana sin perspectivas, y utiliza la jerarquización de la figuras, que se manifiesta en diferentes aspectos como la tendencia giottesca en los ropajes y drapeados, la delicadeza y exquisitez cercana a Pisanello o los detalles los detalles que encontramos en la representación de escenas secundarias de menor escala, lo que supone una riqueza excepcional. Esta tendencia ha hecho creer en el origen italiano del autor sin embargo, su apellido podría indicar un origen familiar francés lo que justificaría así la afinidad con la pintura flamenca. Siguiendo este postulado, se le ha adjudicado un origen borgoñón.
“Sánchez Cantón se preocupa por el origen del artista, y en sus primeros escritos se inclina por una formación italiana, posteriormente se esforzara intentando demostrar que su procedencia es definitivamente francesa, más exactamente borgoñona”
No obstante, esto es todavía más complejo porque estudiosos como Gómez Moreno y Chandler R. Post encuentran además un fuerte sustrato nativo hispano en sus obras, que se desconoce si se debe a un origen o una formación hispana, pues no se han encontrados datos relacionados con la vida del autor del que solo sabemos que residió en las casas del Cabildo en la c/ de los Cardiles, junto a su mujer Juana Martines entre 1424 y 1435.
Ambos autores coinciden en la capacidad creativa y el rápido aprendizaje y asimilación del autor. Igualmente se hace referencia al gusto del autor por los detalles.
Debido a la fragmentación y expolio de sus obras no se ha podido esclarecer una posible vía de difusión de su impronta como podrían ser los rasgos iconográficos o formales.